# الکساندر رولویچ
الکساندر رولویچ (اوکراینی: Олександр Георгійович Ролевич؛ زادهٔ ۱۶ مارس ۱۹۶۵) بازیکن فوتبال اهل اتحاد جماهیر شوروی سوسیالیستی است.
از باشگاه‌هایی که در آن بازی کرده‌است می‌توان به باشگاه فوتبال کریفباس کریفیی ریه، باشگاه فوتبال تمپ شپتیفکا، باشگاه فوتبال شاختار قراغندی، باشگاه فوتبال زیمبرو کیشیناو، باشگاه فوتبال بالتیکا کالینینگراد، باشگاه فوتبال شاختار دونتسک، باشگاه فوتبال چورنومورتس اودسا، و باشگاه فوتبال کوبان کراسنودار اشاره کرد.